# Margaret Ann Neve
Margaret Ann Harvey, vedova Neve (St. Peter Port, 18 maggio 1792 – Guernsey, 4 aprile 1903), è stata una supercentenaria britannica, vissuta 110 anni e 321 giorni.
È nota per essere stata il primo individuo di sesso femminile la cui età sia stata confermata ad aver superato i 110 anni, nonché la seconda in assoluto, dopo l'olandese Geert Adriaans Boomgaard.

## Biografia

### Nascita ed origini familiari
Margaret Ann nacque il 18 maggio 1792 a Saint Peter Port, nell'isola di Guernsey, sul Canale della Manica, da John Harvey, figlio omonimo di un ricco cornico e di Margaret Ann Parker, ed Elisabeth Guille. Il padre era divenuto particolarmente benestante a seguito della sua attività come corsaro, che gli aveva fruttato alti guadagni, permettendogli di acquistare una facoltosa residenza in cui sarebbero cresciuti alcuni dei suoi figli, la Chaumière. La sua famiglia d'origine non fu priva di altri notevoli esempi di longevità: la madre e l'omonima sorella, Elisabeth, morirono rispettivamente a 98 e 88 anni d'età.

### Vita

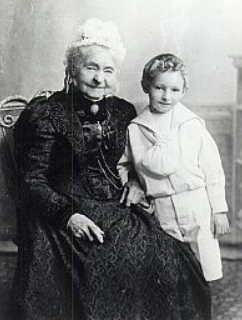
Margaret Ann Neve a 106 anni con il nipote Henry John Harvey, nel 1898.

Prima di sette figli, da bambina sopravvisse a tre giorni di commozione cerebrale, causati da una grave caduta dalle scale.
Durante l'infanzia fu testimone dei tumulti avvenuti a Guernsey a seguito della Rivoluzione francese; durante quel periodo il padre fu inoltre a capo della milizia isolana. Nel 1807, all'età di 15 anni, salpò diretta verso Weymouth, nella contea del Dorset, ma una tempesta improvvisa causò il naufragio dell'imbarcazione presso Chesil Beach.
Più tardi venne istruita a Bristol, interessandosi particolarmente alla letteratura e alla poesia. A partire dal 1815 Margaret Ann frequentò una scuola a Bruxelles, dove apprese l'uso del francese e dell'italiano e acquisì importanti nozioni del tedesco e dello spagnolo. Avrebbe inoltre letto l'Antico Testamento in greco.
Durante il suo soggiorno di studio in Belgio, nel 1815, si recò con la propria direttrice a Waterloo, poco dopo la battaglia ed il seppellimento dei cadaveri dei caduti. Lì, raccolse dei reperti che mostrò, una volta tornata in patria, a Londra, al feldmaresciallo prussiano Gebhard Leberecht von Blücher.
Incontrò successivamente anche Charles François Dumouriez, celeberrimo generale delle Guerre rivoluzionarie francesi, il quale l'avrebbe soprannominata "la spirituelle".
Il 18 gennaio 1823, presso la chiesa di Saint Peter Port, Margaret Ann sposò John Neve, nato nel 1779 ed originario di Tenterden, cittadina del Kent. Per la loro luna di miele, i due neo-sposi si recarono nuovamente a Waterloo, circa 8 anni dopo la celeberrima e già citata battaglia. Visse in Inghilterra per oltre 25 anni, ma alla morte del marito, avvenuta nel 1849, fece ritorno a Guernsey.
Nel censimento nazionale del 1871, Margaret risultava residente con la sorella minore Elisabeth presso la casa acquistata dal padre, Chaumière, a Saint Peter Port. Nello stesso periodo le due sorelle effettuarono diversi viaggi fuori dalla Gran Bretagna; il loro ultimo si svolse quando la vedova Neve aveva già raggiunto gli 80 anni. In quella circostanza visitarono la città polacca di Cracovia, all'epoca possedimento austro-ungarico. Il viaggio si ripeté nel 1882, ma a recarsi nell'Est Europa fu solo Ann.
Il 18 maggio 1899, in occasione del suo 107º compleanno, fu organizzato un ricevimento, al quale partecipò una buona fetta della cittadinanza. Nonostante la sua elevata età, la mattina seguente accolse un giornalista di The Times mentre preparava della marmellata. Non si ammalò mai prima dei 105 anni, quando ebbe la febbre, seguita tre anni dopo da una bronchite. A 110 anni s'arrampicò su un albero, riuscendo ad afferrare una mela, spiegando successivamente quanto fossero più buone se colte personalmente. Nello stesso periodo era ancora in grado di leggere i grandi caratteri senza occhiali e la sua mente era ancora acuta. All'epoca era assistita dalle due figlie cinquantenni del fratello John, deceduto nel 1865 a 72 anni.
Negli ultimi anni della sua vita consumava ancora alcolici, anche se solo durante i pasti, fra i quali sherry e whisky. Al contrario di quanto riferito in numerosi racconti popolari, Margaret Ann non ricevette mai le congratulazioni per i 110 anni da parte della regina Vittoria del Regno Unito, in quanto ella morì poco prima del 109º compleanno della vedova Neve. Tuttavia la famiglia Harvey intrattenne un denso scambio di lettere con la famiglia reale alla fine degli anni '90 dell'Ottocento.
Nell'ottobre del 1902 superò l'età del già citato olandese Geert Adriaans Boomgaard, divenendo la persona la cui età sia stata accertata più longeva della storia dell'umanità. Il suo record sarebbe stato infranto solo oltre vent'anni dopo, il 20 agosto 1925, dalla statunitense Louisa Thiers.

### Morte
Margaret Ann morì il 4 aprile 1903, appena un mese prima delle 111 primavere, per «décadence naturelle». I giornali riportarono avesse recitato un salmo il giorno prima di morire. In tutta l'isola di Guernsey furono poste le bandiere a mezz'asta in segno di rispetto nei confronti della defunta.
Fu sepolta nel cimitero locale, non distante dalla sua residenza.
Rimane ancora oggi la persona più longeva mai vissuta a Guernsey.

## Verifica dell'età
La prima validazione dell'età di Margaret Ann Harvey si svolse nel 1898, ad opera di Thomas Emley Young, il quale, scettico nei confronti dei casi di affermazioni di longevità estrema, discusse e rifletté sui sistemi per garantirne l'attendibilità.
Una successiva verifica dell'età, secondo i criteri scientifici attualmente vigenti, è stata svolta da Michel Poulain, Dany Chambre e Bernard Jeune. I documenti presi in considerazione sono stati il suo certificato di battesimo, avvenuto 10 giorni dopo la sua nascita, il suo certificato di matrimonio, numerosi censimenti ed il certificato di morte. Per quanto non documenti pubblici, al fine della validazione sono state utili le sue numerose lettere ed i diari personali, che hanno agevolato la ricostruzione familiare, tassello fondamentale per il completamento dell'accertamento.
Nel primo dei documenti, il suo certificato di battesimo, redatto il 28 maggio 1792, viene indicata come nata poco più di una settimana prima, il 18, figlia di «Sire Jean Harvey» e di «Elizabeth Guille». Suo padrino era «Sire Nicolas Le Patourel», le sue due madrine erano invece «Elizabeth Guilmotte» e «Marie Elizabeth Guille», sorella della madre della battezzata. Tale documento è oggi conservato alla Priaulx Library, il principale archivio sulla storia locale e familiare dell'isola di Guernsey.

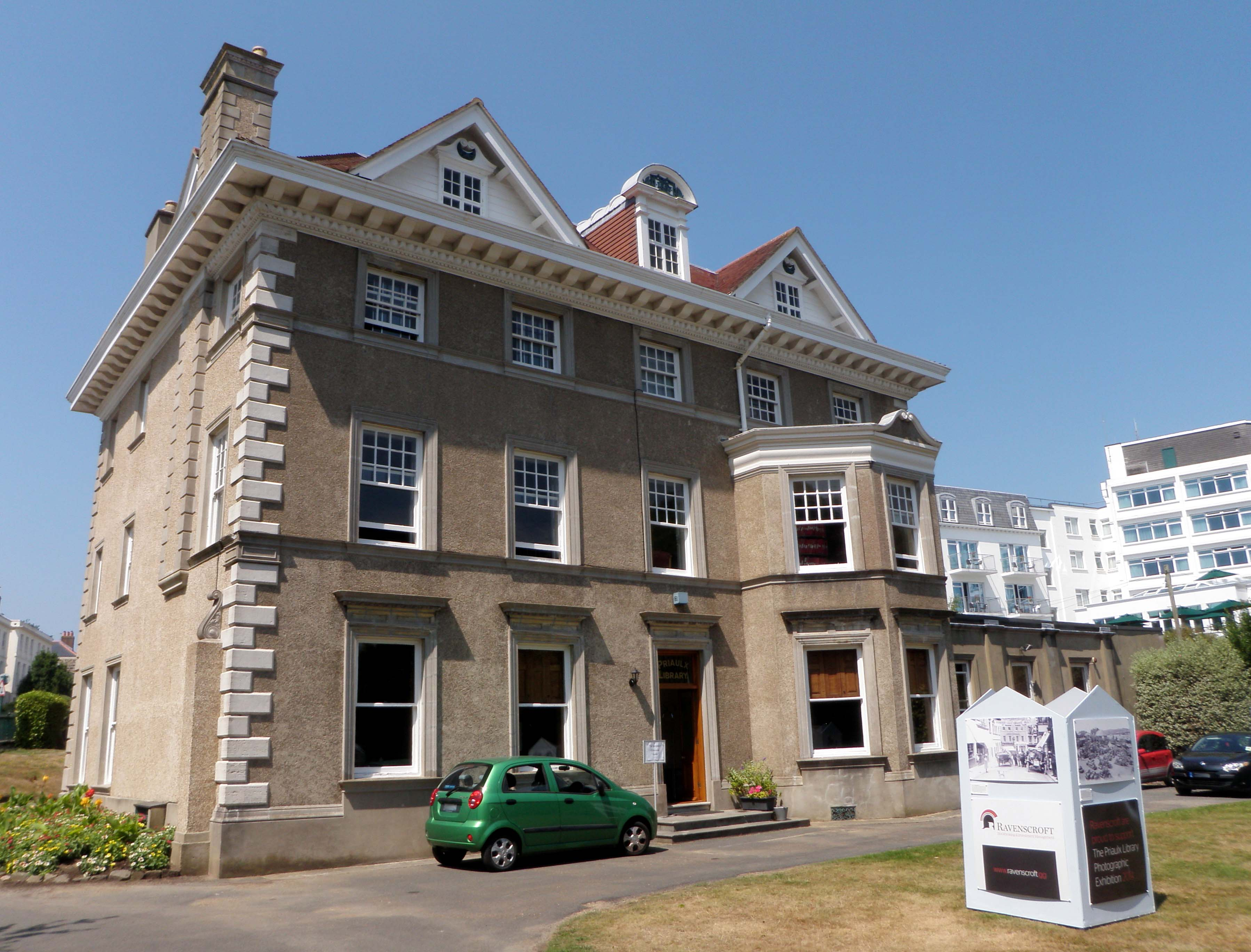
La Priaulx Library nel 2014.

I dati anagrafici e l'identità dei genitori sono stati parzialmente ricavati dal loro certificato di matrimonio, avvenuto il 21 dicembre 1790 a Saint Peter Port; anche questo documento è conservato alla Priaulx Library. All'interno dell'archivio sono stati rintracciati i nomi ed i documenti di battesimo di tutti i fratelli e le sorelle di Margaret Ann Neve. Essendo stata ella la prima, non sono emersi dubbi circa un possibile scambio d'identità fra lei e una delle sue sorelle, due delle quali, Augusta (1797-1803) e Marie (1799-1799), morirono prima di raggiungere i cinque anni. Uno solo dei fratelli della futura supercentenaria morì fuori dall'isola di Guernsey, Thomas, che si trasferì nell'Oregon, e lì scomparve a quasi 70 anni, nel 1873.
L'identità di Margaret Ann Harvey, con la sua data di nascita, è confermata nel suo certificato di matrimonio, avvenuto il 18 gennaio 1823 e conservato sia a Tenderden, nel Kent (contea dalla quale proveniva il marito), che a Sain Peter Port. Tale documento contiene i dati anagrafici della donna e dello sposo, John Neve, battezzato il 5 gennaio 1779 e già vedovo di una donna, Ann Tanner, deceduta nel 1816. La Harvey si trasferì dunque con il marito nel Kent, dove visse sino al 1849, quando questi morì, a 70 anni. Durante questo largo lasso di tempo non sono stati trovati documenti pubblici che si riferissero a lei. 
A partire dal 1851, quando tornò a vivere con la madre, Elisabeth Guille (nata nel 1771), con la zia, Mary Elisabeth Guille (nata nel 1784) e con la sorella, Elisabeth Harvey (nata nel 1796), comparve regolarmente all'interno dei censimenti nazionali. Benché tali censimenti appoggino quasi tutti l'affermazione di longevità della Neve (quello del 1861 la indica come 65enne invece che 68enne), errori piuttosto consistenti furono fatti nel riportare l'età delle altre donne; la sorella di Margaret Ann viene infatti listata, nel censimento del 1851, come di anni «40», benché secondo il suo certificato di battesimo e secondo gli altri censimenti ne avesse, all'epoca, più di 55.
A seguito della morte della sorella minore, avvenuta nel 1884 quando questa aveva 88 anni, Margaret Ann Neve continuò a vivere nella residenza familiare, venendo assistita dalle due figlie del fratello John, le quali sono inserite nel censimento del 1901 come di anni "57" e "58". L'ultimo documento pubblico in cui compare è il suo certificato di morte, il quale conferma il nome e le date di nascita e decesso dei genitori.